# Aquilotto
Aquilotto è un termine utilizzato in araldica per indicare aquile di piccole dimensioni, quando sono più d'una.

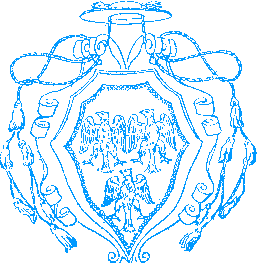
Tre aquilotti
Di verde, a sei aquilotti d'oro, 3, 2 e 1 (Eppes, Francia)
Croce di rosso, accantonata da quattro aquilotti d'azzurro (Marly-le-Roi, Francia)